# Pachrodema pruinosa
Pachrodema pruinosa är en skalbaggsart som beskrevs av Moser 1918. Pachrodema pruinosa ingår i släktet Pachrodema och familjen Melolonthidae. Inga underarter finns listade i Catalogue of Life.